# Маяк Пек-Ледж
Маяк Пек-Ледж (англ. Peck Ledge Light) — маяк, расположенный в проливе Лонг-Айленд недалеко от города Норуолк,  округ Фэрфилд, штат Коннектикут, США. Построен в 1906 году. Автоматизирован в 1933 году. 

## Местоположение
Маяк расположен в проливе Лонг-Айленд среди группы  небольших островов и скал, называемой островами Норуолк. Он предупреждает об опасности, поскольку скалы рядом с ним практически не видны из-под воды даже во время штиля. Подобные одиноко стоящие среди толщи воды маяки называют "маяки-свечки" (англ. sparkplug lighthouse), поскольку по форме они напоминают автомобильную свечу зажигания.

## История
Перед входом в гавань города Норуолк расположена группа небольших островов и скал, называемая островами Норуолк, которая представляет опасность для навигации. С 1868 года навигацию в этом районе обеспечивал маяк острова Шеффилд. Но его расположение было неудачным, и в 1899 году Конгресс США выделил средства на строительство маяка Гринс-Ледж. 3 марта 1901 года Конгресс средства выделил 10 000$ на второй маяк, который вместе с маяком Гринс-Ледж должен был заменить маяк острова Шеффилд. Позже стоимость строительства возросла до 39 000$. Строительство началось в декабре 1904 года и завершилось в 1906 году. Башня маяка высотой 16 метров была построена из кирпича. Для освещения использовалась линза Френеля. Маяк был автоматизирован Береговой охраной США в 1933 году.
В 1990 году он был включен в Национальный реестр исторических мест.

## Фотографии

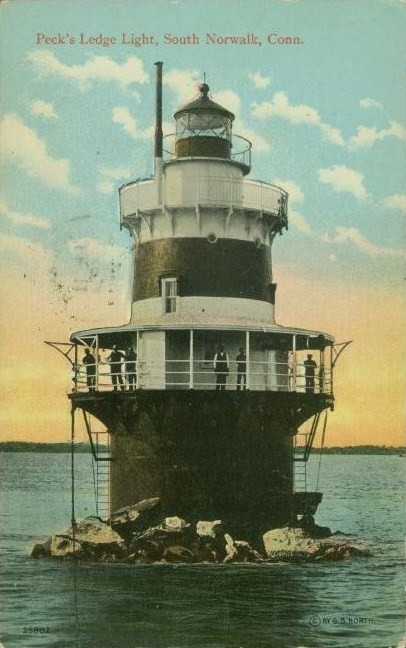
открытка 1916 года